# Sablia rosengreeni
Sablia rosengreeni är en fjärilsart som beskrevs av Hans Rebel 1907. Sablia rosengreeni ingår i släktet Sablia och familjen nattflyn. Inga underarter finns listade.